# L'uomo dai due volti (film 1929)
L'uomo dai due volti (Skin Deep) è un film del 1929, diretto da Ray Enright. La storia è tratta dal romanzo Lucky Damage di Marc Edmund Jones ed è il remake di una pellicola precedente, Skin Deep (1922), diretta da Lambert Hillyer.

## Produzione
Per il film, prodotto dalla Warner Bros. Pictures, la compagnia adottò per sonorizzarlo il suo nuovo sistema chiamato Vitaphone e ne pubblicizzò l'impiego mettendo nei titoli, invece che il nome della casa di produzione, quello di The Vitaphone Corporation.

## Distribuzione
Distribuito dalla Warner Bros. Pictures, il film uscì nelle sale in due versioni, muto e sonoro. Il 7 settembre, venne presentata la versione sonora; poi, il 2 novembre, uscì anche quella muta.

### Date di uscita
- USA	7 settembre 1929	 (versione sonora)
- USA	2 novembre 1929	 (versione muta)

Alias
- Skin Deep	USA (titolo originale)
- L'uomo dai due volti	Italia

Non si conoscono copie ancora esistenti della pellicola che viene considerata presumibilmente perduta.